# Esperança Gicaso
Esperança Gicaso, nacida el 22 de julio de 1992 en Luanda, Angola, es una atleta discapacitada angolana especializada en la categoría T11 sprint para atletas con ceguera.

## Carrera
Esperanza participó  en los Juegos  la Comunidad de Desarrollo de África Austral  SADC) de 2010 donde ganó oro en los 100 m y plata en los 200 m en la categoría sub 20 ans.
Esperança Gicaso quedó segunda en los 100 m  en los Juegos Africanos de 2011 en Maputo en 12 s 94 detrás de la nigeriana Deborah Adwale. En 2013, en el Campeonato del Mundo de Lyon, se llevó el bronce en los 200 m  detrás de las brasileñas Terezinha Guilhermina y Jerusa Santos.
En 2015, en los Juegos Africanos, Gicaso ganó la medalla de bronce en los 100 m  T11 en 13 s 12. Es superada por la nigeriana Lovina Onyegbule (12 s 64) y la marfileña Diasso FB (12 s 94). Al año siguiente, fue seleccionada para los Juegos Paralímpicos, donde se desempeñó como abanderada durante las ceremonias de apertura.
En el Campeonato Mundial de Discapacitados de 2017 en Londres, ganó la medalla de bronce en los 200 m  detrás de los chinos Zhou Guohua y Liu Cuiqing. También ganó  plata en los 200 m  por detrás de Zhou y por delante de la tailandesa Kewalin Wannaruemon .
A pesar de su ceguera, es maestra de escuela en Luanda.